# Prześladowca
Prześladowca (tytuł oryg. Joy Ride) – amerykański film fabularny (dreszczowiec) z 2001 roku, wyreżyserowany przez Johna Dahla.
Bohaterami filmu jest trójka młodych ludzi, którzy podczas podróży samochodowej zadzierają z psychopatycznym mordercą. Stają się obiektem jego terroru.

## Obsada
- Paul Walker – Lewis Thomas
- Steve Zahn – Fuller Thomas
- Leelee Sobieski – Venna Wilcox
- Jessica Bowman – Charlotte
- Jay Hernández – wojskowy
- Ted Levine – głos Rusty'ego Nail